# Acámbaro
Acámbaro är en ort och kommun i sydöstra delstaten Guanajuato i Mexiko, vid floden Lerma. Centralorten har lite mer än 50 000 invånare, med cirka 110 000 invånare i hela kommunen.